# 古河村
古河村（ふるかわむら）は石川県能美郡にあった村。現在の小松市中心部の東北東、梯川右岸、河田山古墳群の周辺にあたる。

## 地理
- 河川 ： 梯川、鍋谷川

## 歴史
- 1889年（明治22年）4月1日 - 町村制の施行により、古府村、埴田村、小野村及び河田村の区域をもって、古河村が発足する。
- 1907年（明治40年）8月5日 - 里川村、古河村及び国造村が合併して、国府村が発足する。